# Palazzo Sesso Zen
Palazzo Sesso Zen è un palazzo nobiliare del XIII secolo situato a Vicenza, in contrà Giacomo Zanella nº 1, edificato in stile gotico veneziano.
Il palazzo è catalogato quale opera d'arte tipo beni immobili, architettura A.

## Storia

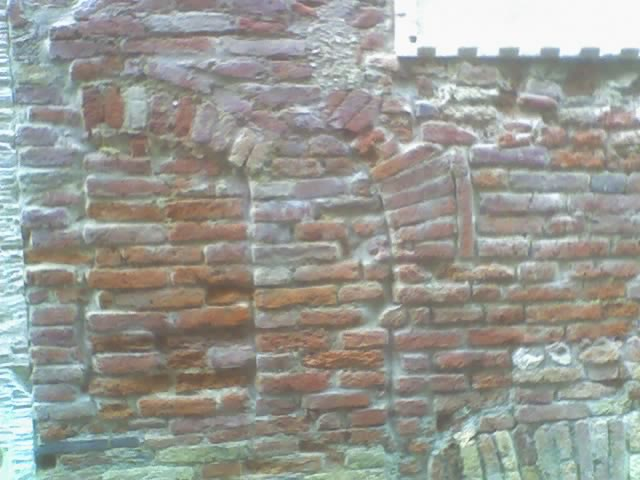
Particolare delle finestre di epoca romanica murate

Inizialmente di proprietà della famiglia Lanzade, il palazzo possedeva una torre di cui ancor oggi sono evidenti i segni. Fu portata in dote da Chiara di Lanzè, che convolò a nozze con Palmiero Sesso, podestà di Vicenza nel 1341.

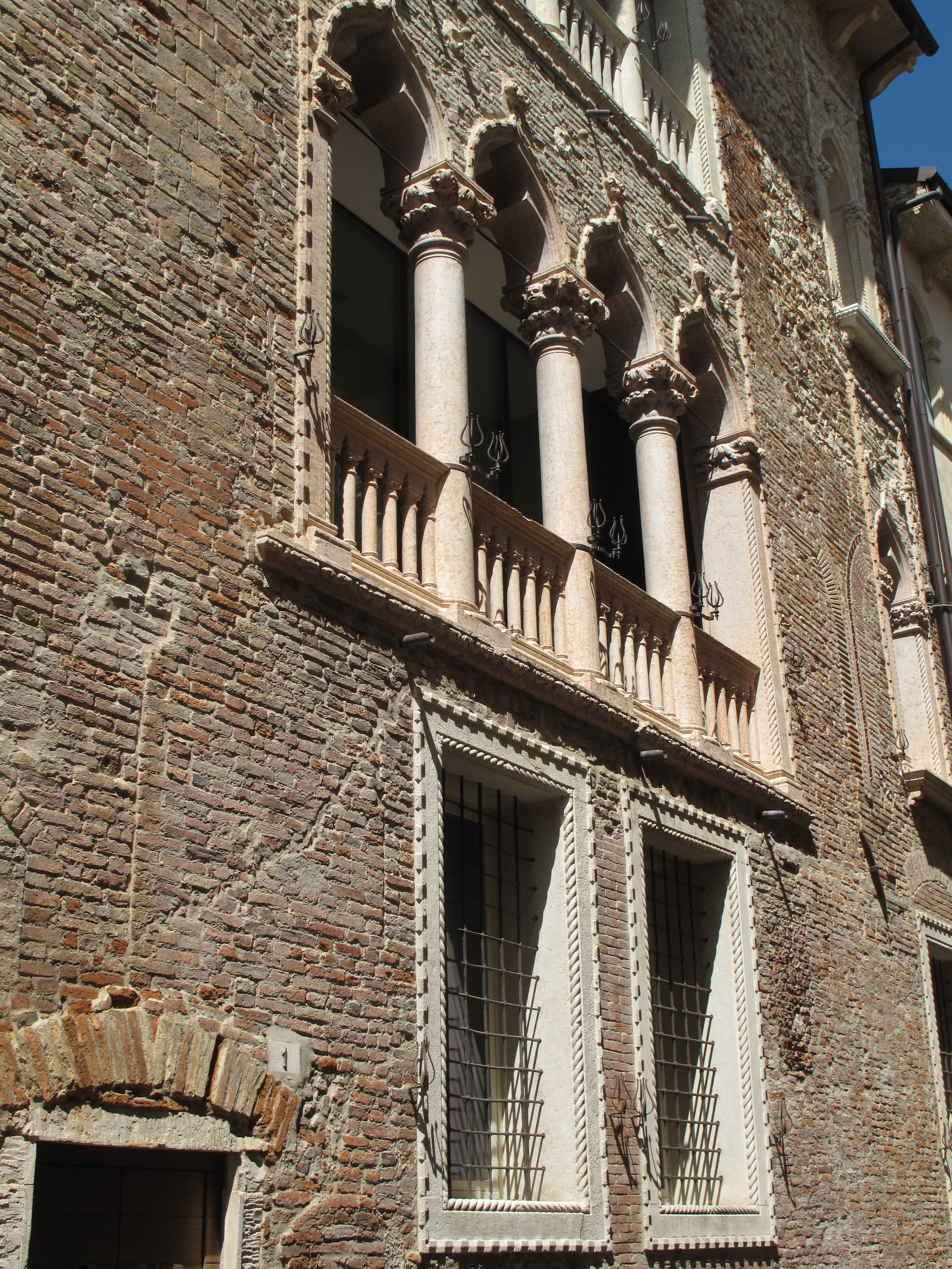
Le finestre in facciata

Il palazzo reca tracce delle passate costruzioni risalenti al XIII e XIV secolo. Il portone non risale a prima del 1460, mentre sono evidenti le differenze costruttive tra il secondo piano e gli altri due. Infatti i muri del secondo piano sono stati costruiti in pietra locale, mentre per gli altri due è stato impiegato il caldo marmo rosso di Verona. Sempre al secondo piano si nota inoltre dalle modanature dei capitelli una marcata carenza costruttiva. È probabile che quest'ultimo non fosse mai stato costruito per uso abitativo e che sia stato edificato non prima nel XVII secolo.

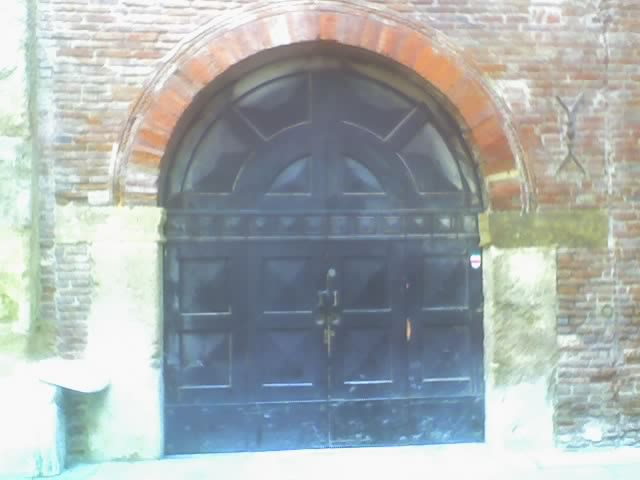
Il portale principale

Al fine di conferire al palazzo maggiore prestigio, il secondo piano venne elevato per allinearlo ai due edifici tardo quattrocenteschi adiacenti: sulla sinistra il palazzo Negri de Salvi, sulla destra il palazzo Arnaldi Piovene. Il modello che ispirò il palazzo Sesso, per la sopraelevazione, era molto simile a quello della Ca' d'Oro. È probabile che in passato la facciata fosse dipinta con un manto affrescato, le cui tracce sono visibili nella fascia superiore. La famiglia Sesso intendeva raggiungere lo stesso livello artistico dei palazzi veneziani, ma non ottenne il risultato sperato. Il palazzo conserva ancora la sua antica scala, da poco restaurata, sostenuta da arcate, collocata nella corte.

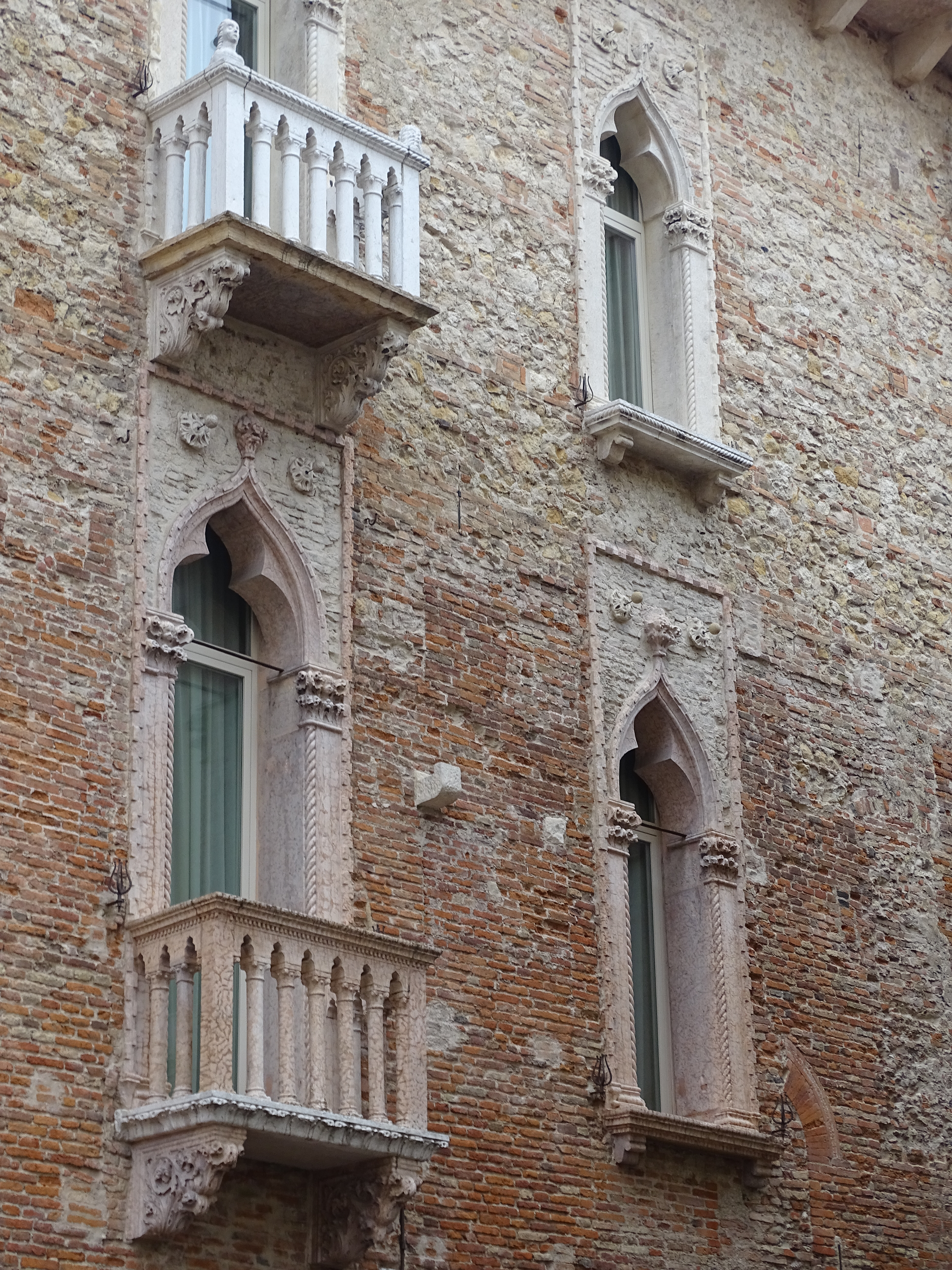
Le finestre balconate

Questo palazzo, come altri a Vicenza, è stilisticamente diverso dai palazzi dell'allora capitale Venezia e della zona lagunare: si nota soprattutto dall'accentuata sporgenza e robustezza dei cornicioni vicentini; il portico è interamente spostato verso sinistra e parallelo alla facciata in corrispondenza del salone superiore, una tecnica diversa da quella usata nella laguna e a Venezia, dove tale architettura veniva sviluppata principalmente sull'asse longitudinale.
Tra il 2006 e il 2007 il palazzo è stato oggetto di consistenti restauri.

## Descrizione

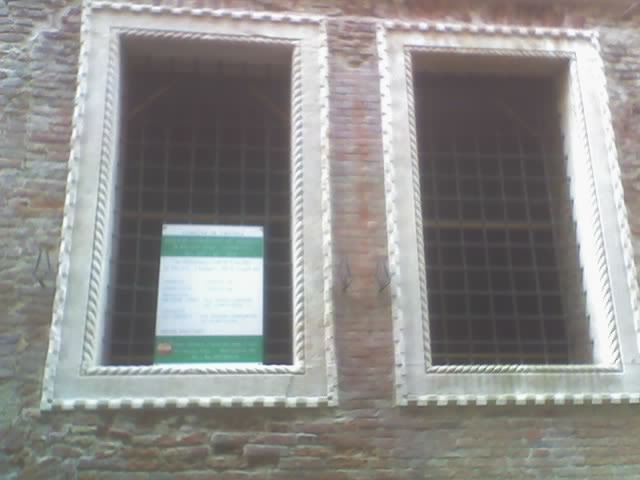
Le finestre rettangolari

Il portale principale del palazzo si trova all'estremità sinistra del primo piano: è formato da due pilastri su quale poggia un arco e risale a non prima del 1460. È possibile osservare una vicina finestra chiusa, appartenente probabilmente a quella struttura a torre che caratterizzava la costruzione originale, dunque può probabilmente essere fatta risalire tra il XIII secolo e il XIV secolo.

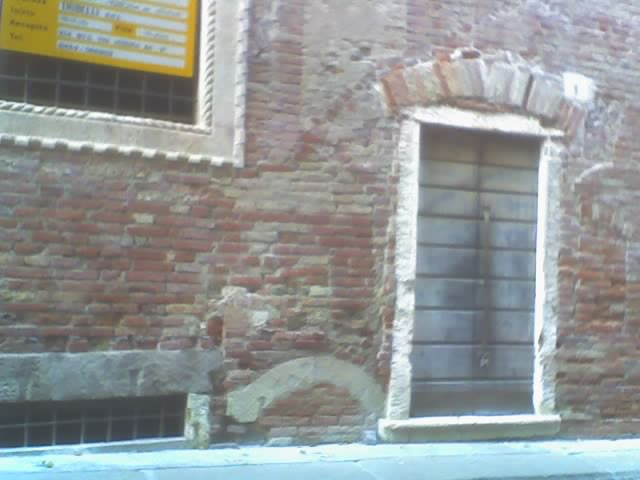
La porta secondaria

Una finestra rettangolare è decorata molto finemente con due cornicette a torciglione, con molta probabilità risalenti al XVII secolo. Subito sotto la finestra, in linea con il pavimento, si può osservare una minuscola apertura rettangolare, dalla quale si può vedere la cantina del palazzo e, vicino ad essa, una finestrina ad archetto ora chiusa. Adiacenti a queste due finestre, è collocata la seconda porta del palazzo, rettangolare, dotata di pregevole archetto. Accanto alla porta si possono notare molte finestre chiuse, di cui una è in alto a destra; questo particolare permette di comprendere che la seconda porta venne probabilmente costruita nel XVI secolo. Sulla destra della porta si trovano due finestre murate, ancora ben evidenti, visto che le cornici decorative non sono state coperte a sufficienza. Un po' sopra la porta è collocata un'altra finestra chiusa; queste finestre facevano parte dell'antica casa con torre.

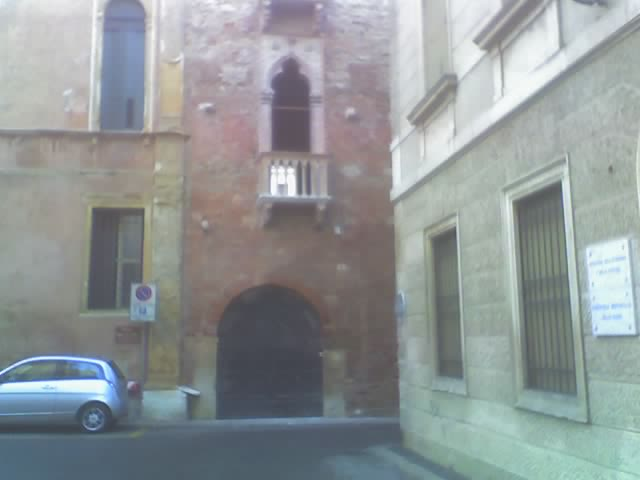
Il portale principale

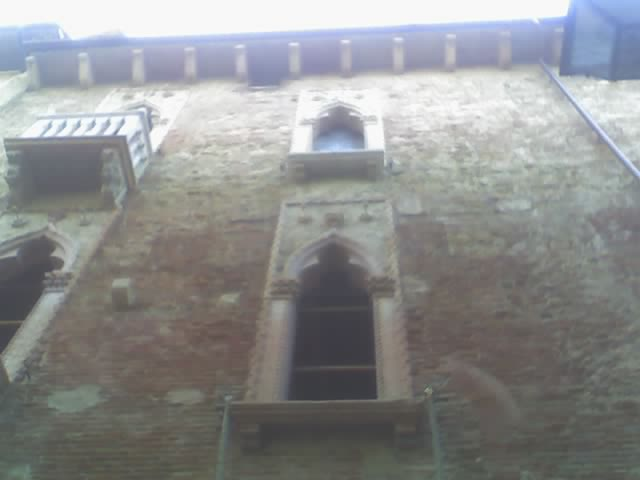
Finestre trilobate del palazzo Sesso

Subito dopo si trova una finestra trilobata, racchiusa in una forma rettangolare e marcata da una cornicetta a tortiglione. La finestra è ornata da finte colonne, con tanto di capitelli che sostengono un arco acuto, in stile gotico veneziano. Il complesso fu probabilmente costruito nel XVII secolo. Accanto alla finestra si trovano i resti di finestre murate, di cui una è ancora ben visibile, mentre delle altre si possono ancora osservare chiaramente le cornici.

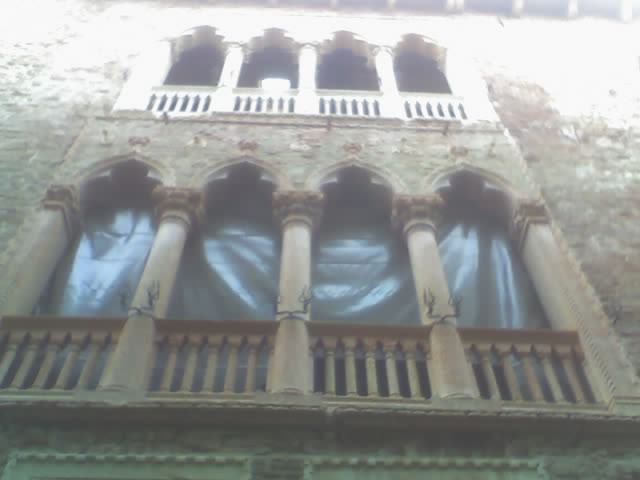
La polifora

Dopo questa finestra si trova una quadrifora, delimitata da un rettangolo e ornata da una cornicetta tortile. Nel rettangolo si trovano delle decorazioni, mentre la quadrifora è sostenuta ai lati estremi da due semicolonne e al centro da tre colonne, con tanto di capitello. È presente anche un poggiamano sostenuto da balaustre, decorate come colonnine. Le colonne sostengono degli archi trilobati. Adiacenti si trovano i segni evidenti di due finestre murate, ben visibili dalla loro cornice, solo parzialmente murata.

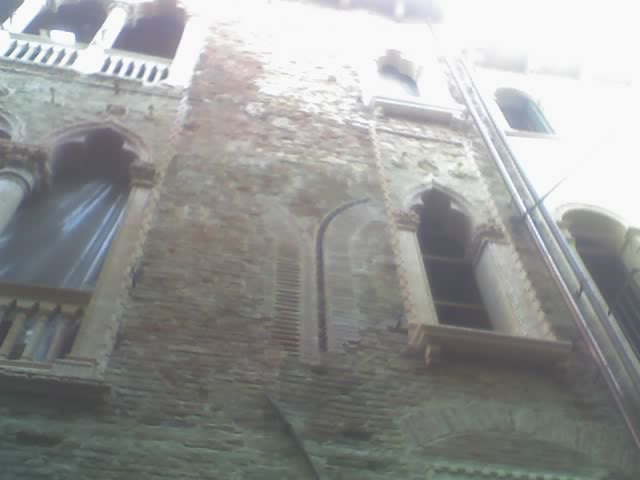
Una finestra trilobata, con vicino delle finestre murate, di cui è ancora ben visibile la cornice.

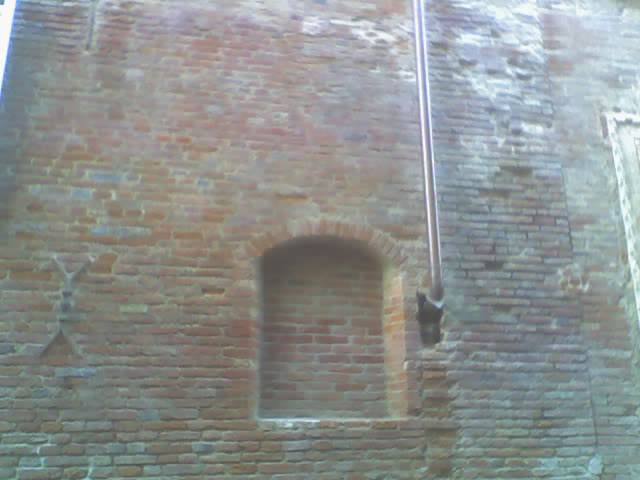
Una finestra murata dall'interno

### Particolari

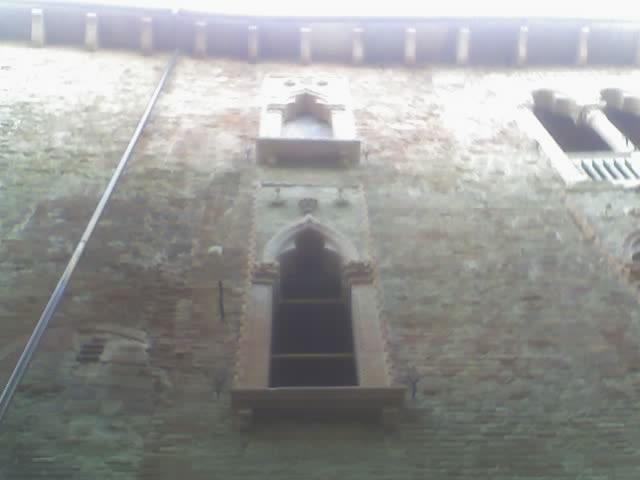
Le finestre del palazzo

- Arco trilobato = Derivato dallo stile gotico veneziano, viene usato per abbellire le finestre.
- Cornice a tortiglione = Cornice presente nelle finestre, che serve a demarcare lo spazio della finestra con il muro, e per abbellirla viene usato un motivetto a tortiglione.
- Colonne = Le colonne sono presenti nella polifera, e ci sono anche delle semi colonne, che si trovano nella due parti estreme della finestre, che fungono da sostegno dell'archetto, hanno anche il capitello che è di stile gotico.
- Modiglione = Serve per sostenere il balcone di una finestra, in questo caso può prendere forma decorativa di una foglia.
- Rosetto = Si trova nel cornicione della finestra, e ha un motivo a fiore.
- Balaustra = Serve per tenere su il poggiamano ed è formato da colonnine.

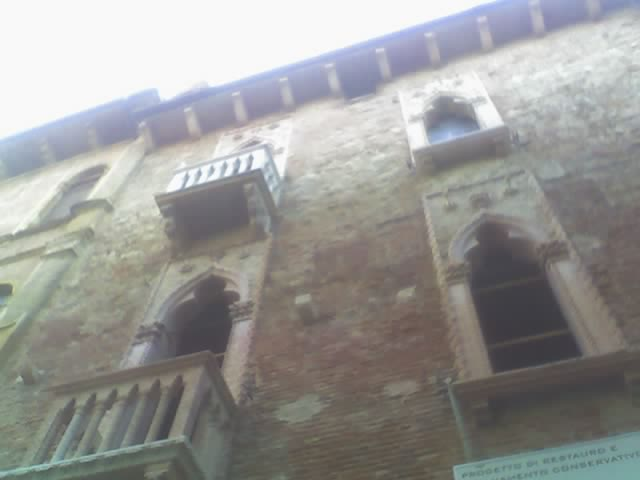
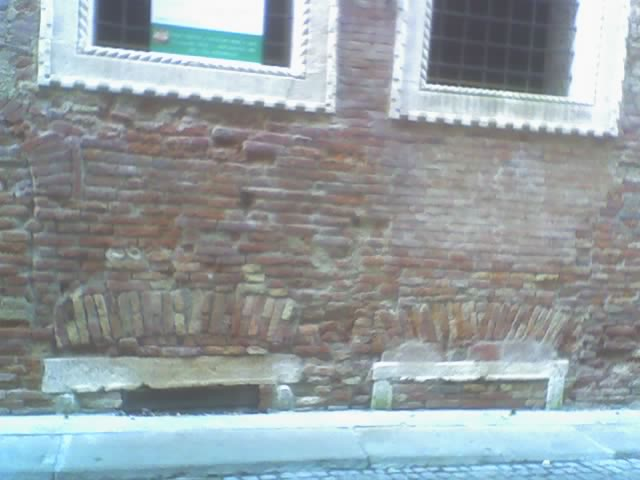
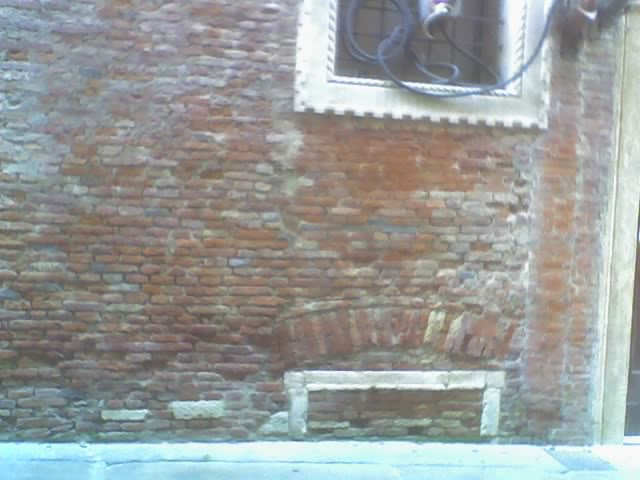
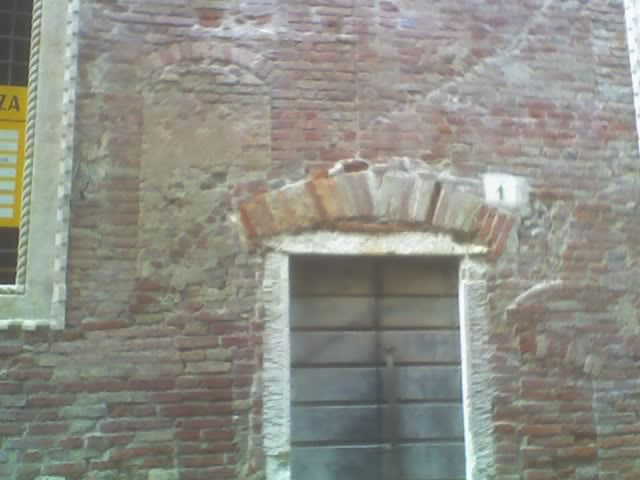
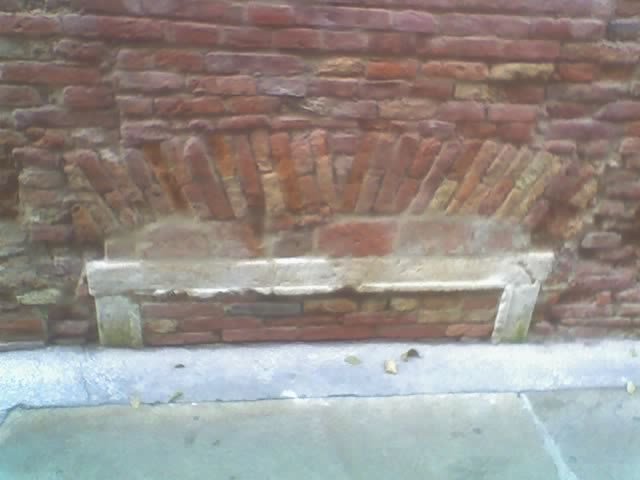
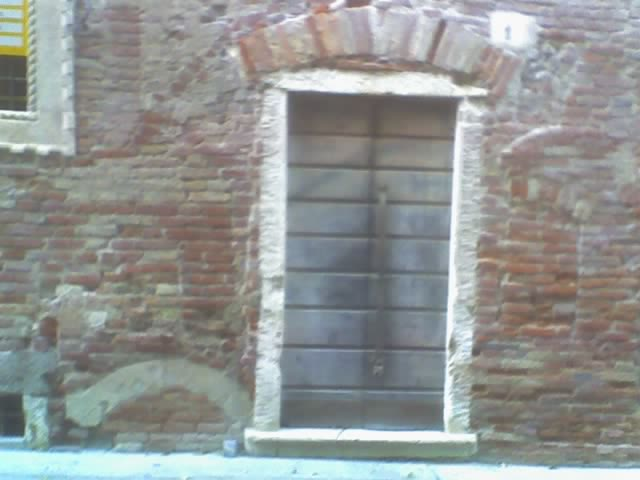
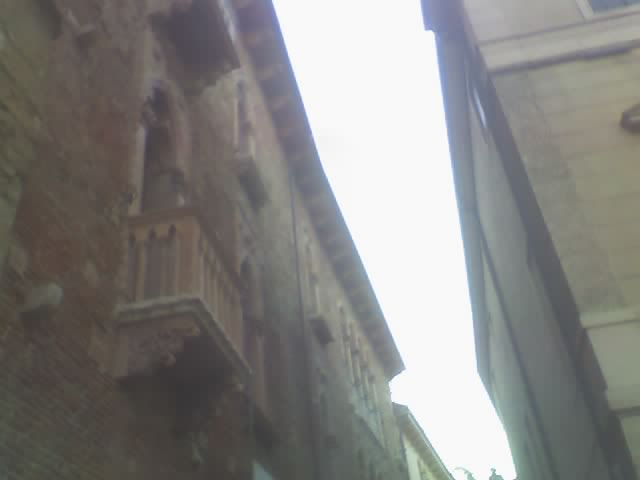